# Yamase Koji
Koji Yamase (山瀬 功治 Yamase Kōji, sinh ngày 22 tháng 9 năm 1981 ở Minami-ku, Sapporo, Hokkaidō) là một cầu thủ bóng đá người Nhật Bản hiện tại thi đấu cho Avispa Fukuoka ở J2 League.
Huấn luyện viên đội tuyển Nhật Bản Ivica Osim trao cho anh cơ hội đầu tiên ra sân vào ngày 9 tháng 8 năm 2006, trong trận giao hữu trước Trinidad và Tobago. Bàn thắng đầu tiên của anh cho Nhật Bản đến vào ngày 22 tháng 8 năm 2007 trong trận giao hữu với Cameroon. Yamase cũng thi đấu cho Nhật Bản tại Giải vô địch bóng đá trẻ thế giới 2001 ở Argentina.
Em trai của anh, Yukihiro, cũng là một cầu thủ bóng đá hiện tại thi đấu cho đội bóng J. League Division 2 Kataller Toyama. Bố của anh, Isao, từng tham dự Thế vận hội Mùa đông 1984 với nội dung hai môn phối hợp.

## Thống kê sự nghiệp

### Câu lạc bộ
Cập nhật đến ngày 23 tháng 2 năm 2017.
| Câu lạc bộ          | Mùa giải            | Giải vô địch | Giải vô địch | Cúp Hoàng đế Nhật Bản | Cúp Hoàng đế Nhật Bản | Cúp Liên đoàn | Cúp Liên đoàn | Tổng cộng | Tổng cộng |
| Câu lạc bộ          | Mùa giải            | Số trận      | Bàn thắng    | Số trận               | Bàn thắng             | Số trận       | Bàn thắng     | Số trận   | Bàn thắng |
| ------------------- | ------------------- | ------------ | ------------ | --------------------- | --------------------- | ------------- | ------------- | --------- | --------- |
| Consadole Sapporo   | 2000                | 14           | 2            | 3                     | 0                     | 1             | 0             | 18        | 2         |
| Consadole Sapporo   | 2001                | 24           | 3            | 1                     | 0                     | 0             | 0             | 25        | 3         |
| Consadole Sapporo   | 2002                | 14           | 4            | 0                     | 0                     | 2             | 0             | 16        | 4         |
| Urawa Reds          | 2003                | 24           | 6            | 1                     | 0                     | 6             | 2             | 31        | 8         |
| Urawa Reds          | 2004                | 18           | 5            | 0                     | 0                     | 7             | 2             | 25        | 7         |
| Yokohama F. Marinos | 2005                | 19           | 1            | 0                     | 0                     | 4             | 0             | 23        | 1         |
| Yokohama F. Marinos | 2006                | 20           | 6            | 3                     | 0                     | 1             | 0             | 24        | 6         |
| Yokohama F. Marinos | 2007                | 32           | 11           | 2                     | 0                     | 10            | 3             | 44        | 14        |
| Yokohama F. Marinos | 2008                | 25           | 4            | 1                     | 0                     | 3             | 0             | 29        | 4         |
| Yokohama F. Marinos | 2009                | 28           | 5            | 2                     | 1                     | 9             | 5             | 39        | 11        |
| Yokohama F. Marinos | 2010                | 32           | 5            | 3                     | 2                     | 5             | 1             | 40        | 8         |
| Kawasaki Frontale   | 2011                | 34           | 6            | 3                     | 0                     | 4             | 2             | 41        | 8         |
| Kawasaki Frontale   | 2012                | 17           | 2            | 2                     | 2                     | 2             | 0             | 21        | 4         |
| Kyoto Sanga         | 2013                | 35*          | 8            | 2                     | 0                     | –             | –             | 37        | 8         |
| Kyoto Sanga         | 2014                | 38           | 3            | 2                     | 1                     | –             | –             | 40        | 4         |
| Kyoto Sanga         | 2015                | 23           | 1            | 0                     | 0                     | –             | –             | 23        | 1         |
| Kyoto Sanga         | 2016                | 34           | 7            | 1                     | 1                     | –             | –             | 35        | 8         |
| Tổng cộng sự nghiệp | Tổng cộng sự nghiệp | 429          | 79           | 26                    | 7                     | 55            | 15            | 510       | 101       |

- Also play-off 2013 J2.

### Quốc tế
| Đội tuyển quốc gia Nhật Bản | Đội tuyển quốc gia Nhật Bản | Đội tuyển quốc gia Nhật Bản |
| Năm                         | Số trận                     | Bàn thắng                   |
| --------------------------- | --------------------------- | --------------------------- |
| 2006                        | 1                           | 0                           |
| 2007                        | 1                           | 1                           |
| 2008                        | 10                          | 4                           |
| 2009                        | 0                           | 0                           |
| 2010                        | 1                           | 0                           |
| Tổng                        | 13                          | 5                           |

| Bàn thắng quốc tế | Bàn thắng quốc tế   | Bàn thắng quốc tế       | Bàn thắng quốc tế    | Bàn thắng quốc tế | Bàn thắng quốc tế | Bàn thắng quốc tế       |
| #                 | Ngày                | Địa điểm                | Đối thủ              | Tỉ số             | Kết quả           | Giải đấu                |
| ----------------- | ------------------- | ----------------------- | -------------------- | ----------------- | ----------------- | ----------------------- |
| 1.                | 22 tháng 8 năm 2007 | Oita, Nhật Bản          | Cameroon             | 2–0               | Thắng             | Giao hữu                |
| 2.                | 30 tháng 1 năm 2008 | Tokyo, Nhật Bản         | Bosna và Hercegovina | 3–0               | Thắng             | Giao hữu                |
| 3.                | 30 tháng 1 năm 2008 | Tokyo, Nhật Bản         | Bosna và Hercegovina | 3–0               | Thắng             | Giao hữu                |
| 4.                | 20 tháng 2 năm 2008 | Trùng Khánh, Trung Quốc | Trung Quốc           | 1–0               | Thắng             | Cúp bóng đá Đông Á 2008 |
| 5.                | 23 tháng 2 năm 2008 | Trùng Khánh, Trung Quốc | Hàn Quốc             | 1–1               | Hòa               | Cúp bóng đá Đông Á 2008 |

## Danh hiệu và giải thưởng

### Danh hiệu cá nhân
- Lính mới xuất sắc nhất năm của J. League: 2001
- Cúp bóng đá Đông Á Vua phá lưới: 2008

### Danh hiệu
- J. League 2nd Stage Vô địch: 2004
- J. League Cup Vô địch: 2003